# Éclipse solaire du 5 décembre 2029
L'éclipse solaire du 5 décembre 2029 sera la 22e éclipse partielle du XXIe siècle.

## Zone de visibilité
Elle sera visible au niveau de l'Antarctique.